# St Anne’s, Limehouse

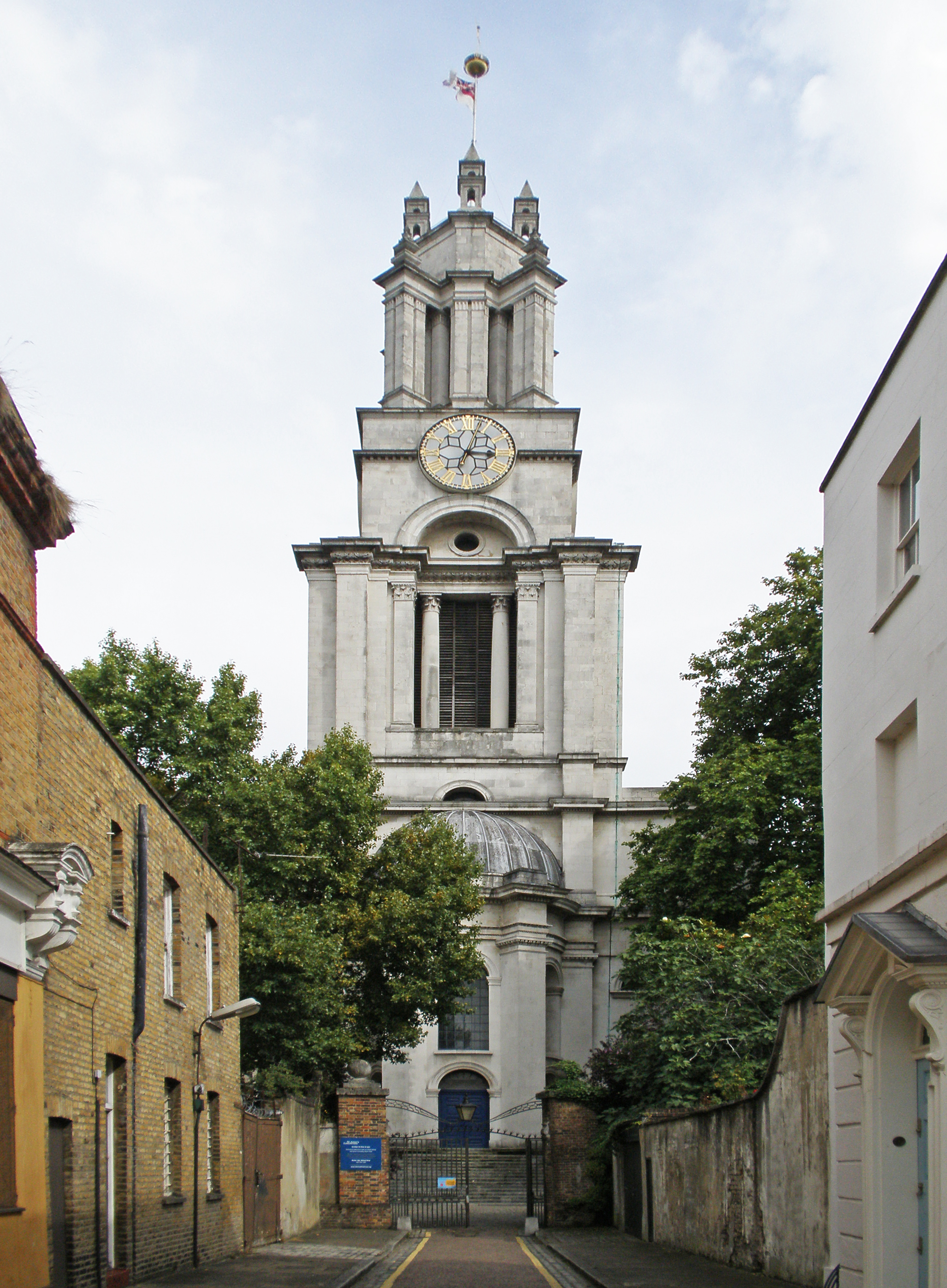
St Anne, Limehouse

St Anne’s, Limehouse ist eine anglikanische Kirche im Londoner Stadtteil Limehouse.
Erbaut wurde die Kirche 1712 bis 1724 durch den Architekten Nicholas Hawksmoor im Rahmen des 1711 vom britischen Parlament verabschiedeten Kirchenbauprogramms für Fünfzig Neue Kirchen. Ihr Patrozinium bezieht sich auf die Initiatorin des Projekts, Queen Anne.
Das Kircheninnere stellt einen nach dem Viersäulenplan angelegten längsgerichteten Saalbau mit Emporen in den durchgehenden Seitenschiffen dar, mit einem raumübergreifenden kreisförmigem Rahmen im Plafond, wodurch sich eine gewisse Ambiguität der Raumwirkung ergibt. Eingangsseitig erhielt die Kirche einen riegelartigen Abschluss mit gestaffeltem Turmaufbau und einer halbkreisförmig vortretenden Vorhalle, artikuliert durch gotische Strebepfeiler. 
1850 wurde die Kirche durch einen Brand beschädigt, anschließend aber 1851 bis 1854 wiederaufgebaut. Der aufragende Kirchturm von St Anne dient zugleich als Navigationspunkt der Schifffahrt.